# 오류동 (대전)
오류동(五柳洞)은 대전광역시 중구에 속한 행정동 및 법정동이다. 서대전역이 위치한 서부 대전의 관문이며 교통의 요충지로 대형 아파트 단지와 일반주택 및 금융기관 본부, 대형 상가, 대형 빌딩이 밀집되어 있는 지역이다.

## 역사
백제시대 우술군에 속한 지역으로 신라시대는 비풍군에 속하였다. 조선시대에는 공주목 유등천면에 속하였다가 1895년 회덕군 유등천면 신촌리로 편입되었다. 1914년 대전군 유천면 평리가 되었다가, 1931년 대전읍에 편입되어 유정이라는 일본식 지명으로 불리게 되었다. 시내에서 서대전역을 지나 선로 다리가 있었고 그 다리 아래로 길이 있었다. 1946년 지금은 복개된 유등천의 지류는 과례천변에 ‘다섯 그루의 능수버들’이 있었다하여 ‘오류동’이라 부르게 되었다. 자연의 식물형상에서 지명을 차용하였다.
현재 삼성아파트가 위치한 곳에는 한국 전쟁 이후 풍한방적이 있었으며, 주변에 벽돌공장, 유리제품을 생산하던 초자공장, 양조장, 면사공장, 도정공장, 간장공장 등이 잇달아 들어섰으나, 8~90년대에 이르러 현재의 모습을 갖추게 되었다.

## 교육
- 오류초등학교

## 교통
- ● 대전 도시철도 1호선 오룡역
- 호남선 서대전역